# アンソニー・ウィーナー
アンソニー・デヴィッド・ウィーナー（英語: Anthony David Weiner、1964年9月4日 - ）は、アメリカ合衆国の元政治家。1999年1月から2011年6月までニューヨーク州第9選挙区選出下院議員。民主党候補として7期連続で選出され、その得票率は59%であった。スキャンダルが発覚し、2011年6月に下院議員を辞職した。

## 生い立ち
ニューヨーク市出身で公立学校を卒業後、1985年にSUNYプラッツバーグの政治学科を卒業した。卒業後は1985年から1991年までチャック・シューマー下院議員の議会スタッフを務め、その後1992年から1998年までニューヨーク市議会議員であった。2005年と2013年のニューヨーク市長選挙では民主党の候補者選出選に出馬した。

## スキャンダル
2011年5月27日、ウィーナーは自らの公式Twitterアカウントでフォロワーの女性に対し、性的に露骨な写真のリンクを送った。ウィーナーは写真を送ったことを数日間否定した後、記者会見を開き「3年間にわたって約6人の女性とメッセージと写真を交換した」と認め、初期の否定について謝罪した。写真が「オピー・アンド・アンソニー」のリスナーのTwitterアカウントを通じて流出した後democrats、ウィーナーは2011年6月16日に議員辞職を発表し、6月21日に正式に辞職した。補選は2011年9月13日に行われ、共和党員のビジネスマン、ボブ・ターナーが民主党候補のデヴィッド・ウェプリンを破り当選した。
2番目のスキャンダルはニューヨーク市長選挙で政界復帰した数ヶ月後の2013年7月23日に始まった。ウィーナーは「カルロス・デンジャー」の仮名で、22歳の女性に露骨な写真を送った。この女性は彼が議員辞職してから1年以上後の2013年4月に知り合っていた。この女性は後にインディアナ州出身のシドニー・レザーズと実名を名乗り出て、彼の異質な行動に対して不満を表明し、初めて彼と連絡を取り合った。
2016年8月28日、ニューヨーク・ポスト紙はウィーナーが別の女性に対してセクスティングを行ったと伝え、その中には彼の息子と一緒にベッドに横たわっている写真が含まれていたとした。ニューヨーク・タイムズ紙は翌日、ウィーナーが妻のフーマ・アベディンと別れようとしていると伝えた。アベディンは「辛抱強く悩み、結婚生活を送った後、私は夫と別れることを決めました。アンソニーと私は、私たちの息子のために最善を尽くすことに専念しています。私たちの人生の光です。この困難な時期に、私は私たちのプライバシーを尊重するよう求めます」との声明を発表した。
2016年9月21日、デイリー・メール紙はウィーナーが15歳の少女にセクスティングを行っていたと伝え、ウィーナーの所有するデバイスがこの事件の調査の一環として押収されたとする記事を発表した。ウォール・ストリート・ジャーナル紙によると、2017年1月31日、連邦検察官はこの事件でウィーナーに対して児童ポルノの告訴を起訴したと伝えている。2017年9月25日、この事件で、ニューヨーク州の連邦地裁から禁錮1年9月、罰金1万ドルの有罪判決を言い渡された。
アンソニーがSNSやメールで性的な情報を含んだメッセージを送信したことが発覚しスキャンダルとなった。妻がヒラリー・クリントンの側近であるアベディンだったことから問題は2016年アメリカ合衆国大統領選挙に影響を及ぼし、クリントン落選の要因になったと言われている。

## 映画
- ウィーナー 懲りない男の選挙ウォーズ